# Fongafale
Fongafale (także: Fogafale, Fogale lub Fagafale) – wyspa na Oceanie Spokojnym, największa wyspa atolu Funafuti, należącego do archipelagu Tuvalu.
Wyspa ma 12 kilometrów długości i od 10 do 400 metrów szerokości. Od wschodu otacza ją Ocean Spokojny a od zachodu laguna Funafuti. Zamieszkuje ją ponad 4000 mieszkańców.
Na Fongafale znajduje się stolica i centrum administracyjne Tuvalu – Vaiaku, jedyne lotnisko w kraju, siedziby najważniejszych instytucji państwowych, hotel (Vaiaku Lagi Hotel), centrum telekomunikacyjne, więzienie, stacja meteorologiczna, szpital, poczta, bank, szkoła.
Na wyspie znajdują się jeszcze 3 wioski: Alapi, Fakai Fou, Senala